# Боровиков, Алексей Юрьевич
Алексей Юрьевич Боровиков (25 сентября 1988, Звезда, СССР — 4 декабря 2022, Украина) — российский военнослужащий, майор, пилот боевого вертолёта Ка-52 «Аллигатор», участник военной операции России в Сирии, участник вторжения России на Украину. Герой России.

## Биография
Алексей Юрьевич Боровиков родился в посёлке Тарко-Сале Пуровского района Ямало-Ненецкого автономного округа. В 2011 году Алексей окончил Челябинское высшее военное авиационное краснознамённое училище штурманов.
Участвовал в российской военной операции в Сирии. С первых дней российского вторжения на Украину принимал в нём участие. В звании майора был пилотом боевого вертолёта Ка-52 «Аллигатор». Позывной «Борода».
Алексей погиб 4 декабря 2022 года, его вертолёт был сбит на территории Луганской области прямым попаданием зенитной управляемой ракеты.
16 марта 2023 года присвоено звание Героя Российской Федерации, 30 марта медаль «Золотая Звезда» передана родственникам.

## Награды
- Герой Российской Федерации (16.03.2023, посмертно)[3];
- Орден Мужества (трижды)[6];
- Медали.

## Семья
Жена — Наталья Боровикова и двое детей — Владислав (род. 2014) и Милана (род. 2019).